# Gals
Gals (fr. Chules; gsw. Gaus) – gmina (niem. Einwohnergemeinde) w Szwajcarii, w kantonie Berno, w regionie administracyjnym Seeland, w okręgu Seeland. Leży nad jeziorem Bielersee.

## Demografia
W Gals mieszka 828 osób. W 2020 roku 13,5% populacji gminy stanowiły osoby urodzone poza Szwajcarią.

## Transport
Przez teren gminy przebiegają autostrada A20 oraz droga główna nr 10